# Unimak
Unimak – największa i położona najbardziej na wschód wyspa Aleutów, wchodząca w skład Wysp Lisich. Wyspa mierzy 113 km długości oraz ok. 30–40 km szerokości. Zajmuje powierzchnię 4118 km². W 2000 wyspę zamieszkiwały 64 osoby, wszystkie w jedynej miejscowości na wyspie – False Pass.

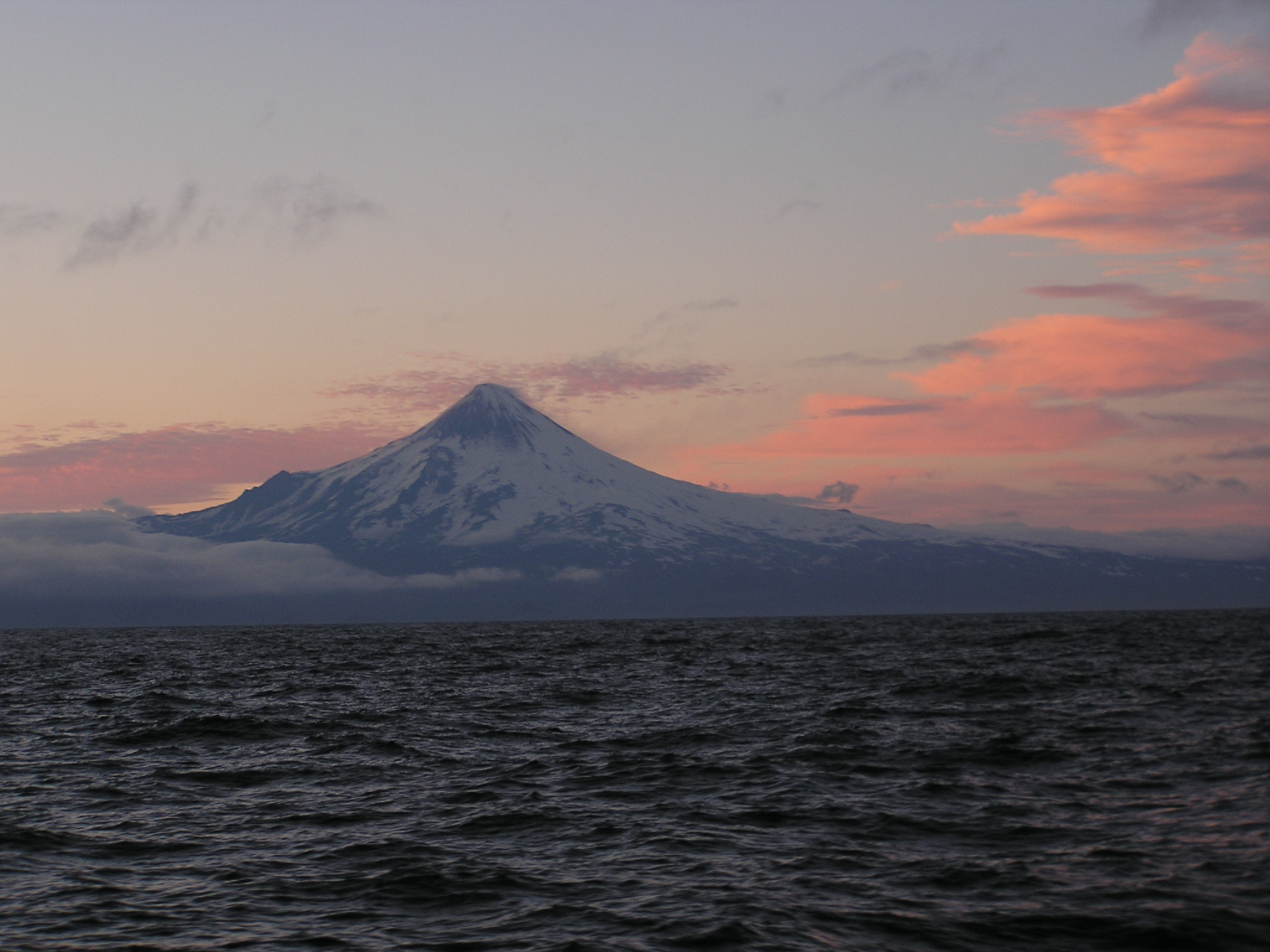
Wulkan Shishaldin

Na wyspie Unimak znajduje się wulkan Mount Shishaldin, jeden z najbardziej aktywnych wulkanów na świecie. Wznosi się on na 2857 m n.p.m. i jest najwyższym szczytem Aleutów.
Ze względu na bliskie położenie w stosunku do stałego lądu półwyspu Alaska na wyspie znaleźć można wiele dużych ssaków, m.in. niedźwiedzia brunatnego czy karibu. Na wyspach położonych bardziej na zachód największym ssakiem jest lis rudy.